# Hòn Chông
Hòn Chông là một bán đảo nằm ven biển thuộc huyện Kiên Lương, tỉnh Kiên Giang, Việt Nam. Khu vực này có địa hình đặc trưng với nhiều ngọn núi đá vôi nằm gần nhau, tạo thành một cụm núi đá vôi có quy mô lớn nhất tỉnh Kiên Giang.

## Lịch sử
Khu vực này xưa vốn là một phần của vịnh Cây Dương, các núi đá vôi là các hòn đảo trong vịnh. Về sau do phù sa bồi đắp và địa hình biến đổi nên khu vực này trở thành một bán đảo trên đất liền như hiện nay.
Vào cuối thế kỷ 18, trong hành trình chạy trốn quân Tây Sơn, chúa Nguyễn Ánh đã từng trú ẩn tại đây. Trong Gia Định thành thông chí, Trịnh Hoài Đức đã ghi chép về nơi đây như sau: “Kích Sơn, tục danh Hòn Chông: Sừng sực cao vút, nhiều chỏm đá nhọn đứng thẳng như cái kích, chu vi được 2 dặm. Phía đông cách hang Hồ Lô 9 dặm. Trải theo bờ biển, phía đông chân núi có phường Bôn Chữ, nhân dân tụ ở làm theo mối lợi núi biển. Đầu phía bắc có gò sản nhiều thứ hồ tiêu, trong vườn thì trồng hoa quả phồn thạnh.” Trong giai đoạn khởi nghĩa chống Pháp tại Hà Tiên, nghĩa quân Nguyễn Trung Trực đã lập căn cứ tại Hòn Chông nên hiện nay khu vực này vẫn còn lưu lại các địa danh như ấp Ba Trại (doanh trại của nghĩa quân), ấp Bảy Giếng (khu vực hậu cần, nơi nghĩa quân đào 7 cái giếng), kinh Tà Ẩm (kinh do nghĩa quân đào, tuy nhiên nay đã bị lấp nên chỉ còn là cái lung), Rẫy Mới (khu vực chân núi phía bắc, nơi nghĩa quân từng phá rừng làm rẫy).
Vào thời Nguyễn, khu vực Hòn Chông thuộc thôn Bình Trị, tổng Bình An, huyện Hà Châu, phủ An Biên, tỉnh Hà Tiên. Ngày 29 tháng 5 năm 1924, chính quyền thành lập quận Hòn Chông thuộc tỉnh Hà Tiên. Quận Hòn Chông có một tổng Bình An với hai làng là An Bình và Bình Trị. Tuy nhiên, quận Hòn Chông tồn tại đến năm 1945 thì hợp nhất với hai quận Châu Thành và Giang Thành thành quận Hà Tiên. Hiện nay, Hòn Chông thuộc địa phận xã Bình An, huyện Kiên Lương.

## Tự nhiên
Phía bắc Hòn Chông là vùng đồng ruộng giáp thị trấn Kiên Lương, phía nam là mũi Hòn Chông và mũi Ông Thê đâm thẳng ra vịnh Thái Lan, phía động là kinh Rạch Đùng kéo dài đến núi Bình Trị, phía tây là mặt giáp biển. Khu vực này trước đây từng có 447 ha diện tích núi đá vôi, tuy nhiên do các doanh nghiệp khai thác để sản xuất xi măng nên 42% diện tích núi đá vôi đã bị mất, chỉ còn lại 258 ha. Một số ngọn núi đá vôi tại đây bao gồm: núi Con Nai, núi Num Bô, núi Hòn Chông (nơi có động Chùa Hang), núi Hang Tiền, núi Hang Cây Ớt, núi Hòn Trẹm, núi Sơn Trà, núi Huỳnh, núi Mây, núi Trà Đuốc, núi Ngang, núi Khoe Lá, núi Bà Tài.
Theo một báo cáo năm 2018, núi đá vôi ở Hòn Chông chứa đựng một nguồn tài nguyên có tính đa dạng sinh học rất cao với nhiều loại động thực vật quý hiếm như voọc bạc Đông Dương, một số loài mới được phát hiện lần đầu tiên như thu hải đường Ba Tai. Hệ động vật phong phú với 155 loài động vật có xương sống, 31 loài thú, 235 loài động vật có chân đốt, 45 loài bò sát, 65 loài ốc núi. Đặc biệt là quần thể voọc bạc khoảng 300 con, có loài rất quý hiếm mà chỉ có ở vùng Kiên Lương mới có. Về quần thể thực vật có 322 loài như: thiên tuế (tuế lược), mò cua, giảo cổ lam, điểu bế, lan bầu rượu,...
Khu rừng đặc dụng Hòn Chông có diện tích 964,7 ha nằm trên địa bàn 2 xã Bình Trị và Bình An thuộc huyện Kiên Lương là một trong 3 vùng lõi của khu dự trữ sinh quyển Kiên Giang được UNESCO công nhận vào năm 2006. Đặc trưng của khu rừng này là hệ sinh thái rừng trên núi đá và núi đá vôi vùng ven biển.

## Kinh tế

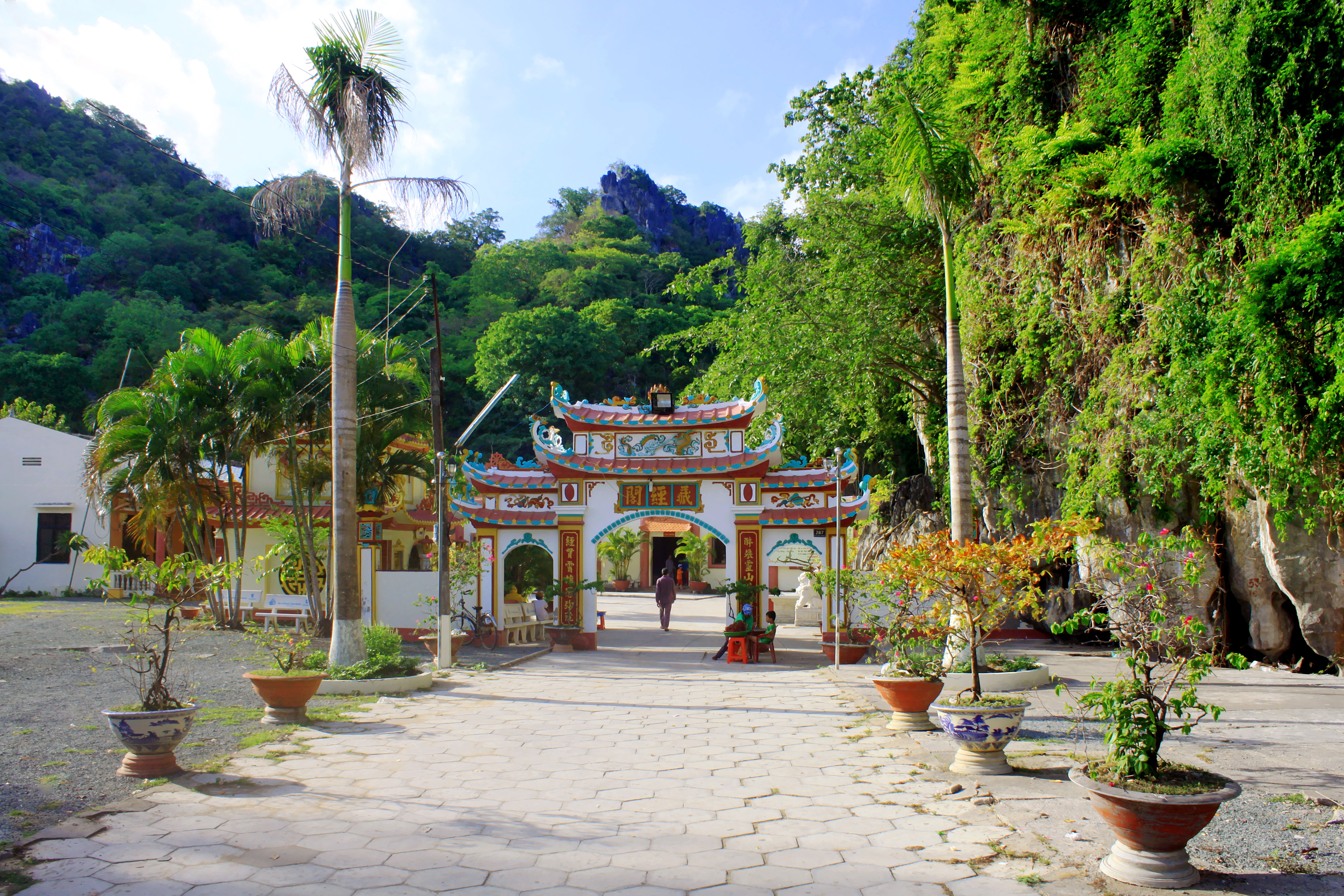
Tam quan chùa Hang (chùa Hải Sơn) tại núi Hòn Chông

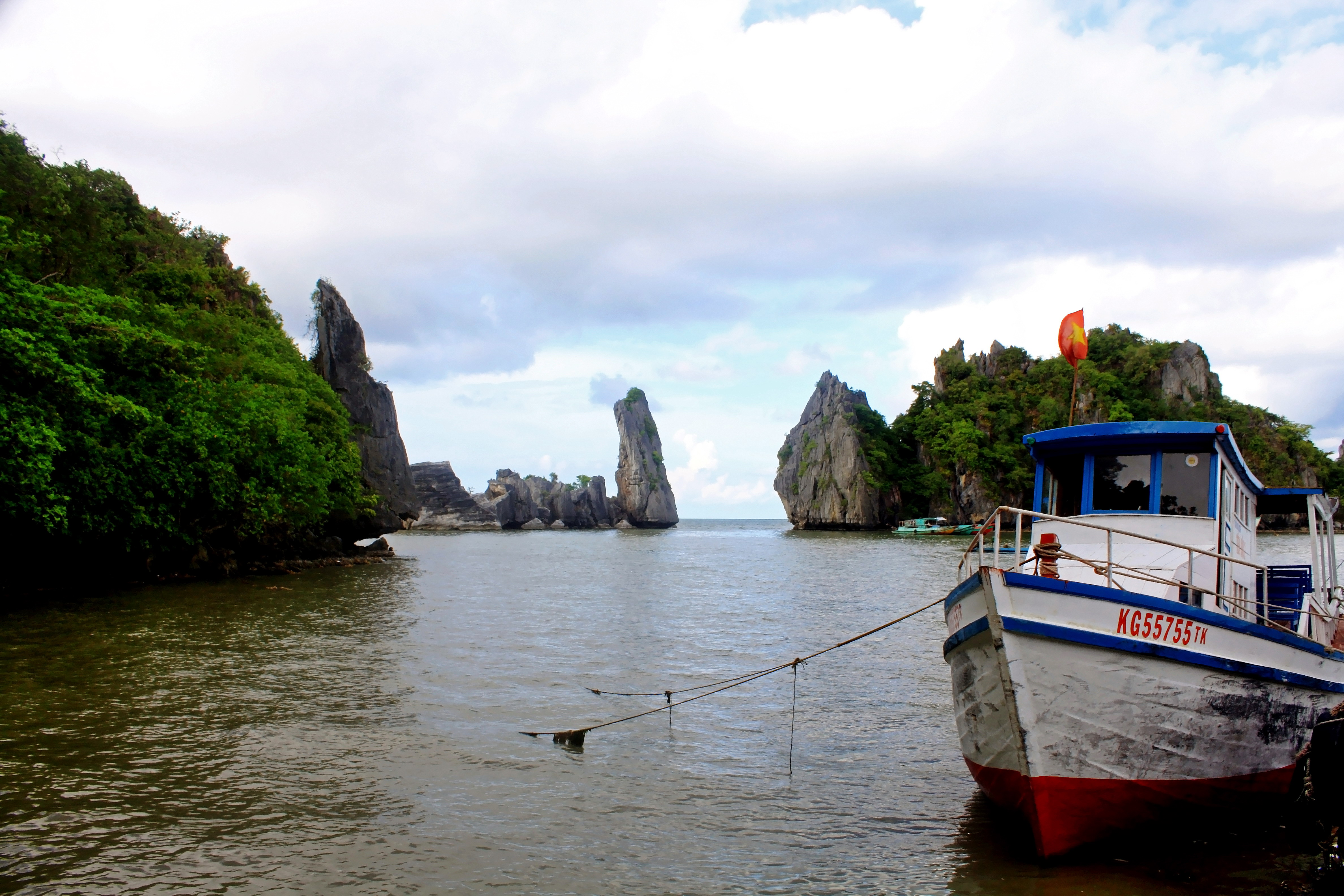
Hòn Phụ Tử vào năm 2014

### Du lịch
Hòn Chông là một địa điểm du lịch nổi tiếng với các di tích, danh thắng như Chùa Hang, Hòn Phụ Tử, bãi Dương, được Bộ Văn hóa – Thông tin (nay là Bộ Văn hóa, Thể thao và Du lịch) công nhận là di tích thắng cảnh quốc gia vào năm 1989.
Chùa Hang, tên chữ là Hải Sơn tự, là điểm hành hương và là một trong những thắng cảnh của tỉnh Kiên Giang, có lịch sử gần 300 năm. Chính điện chùa nằm trong một hang động đi xuyên bên dưới ngọn núi đá vôi thông ra tới biển, được hình thành do hiện tượng xâm thực. Trong hang có nhiều thạch nhũ với hình dáng kỳ lạ.
Hòn Phụ Tử là một thắng cảnh của tỉnh Kiên Giang. Đây vốn là một đảo đá nhỏ với hai khối đá cao, hơi nghiêng về một phía tượng trưng cho hình hai cha con quấn quýt bên nhau trông ra biển cả. Tuy nhiên, vào ngày 9 tháng 8 năm 2006, hòn Phụ (khối đá lớn) của hòn Phụ Tử đã bị gãy đổ xuống biển.
Bãi Dương là một bãi biển dài gần 2 km, một nửa chiều dài của bãi có hàng cây dương và nửa còn lại có hàng cây dầu cổ thụ nên người dân địa phương gọi là Bãi Dương và Bãi Dầu. Đây là một bãi tắm đẹp, vẫn còn hoang sơ với những bãi cát màu vàng nhạt, nước biển trong xanh.

### Nhà máy xi măng
Hòn Chông là nơi đặt nhà máy xi măng của Công ty INSEE Việt Nam (tiền thân là Công ty Holcim Việt Nam). Nhà máy xi măng này được xây dựng từ năm 1996 và đi vào hoạt động từ tháng 11 năm 1998, công suất thiết kế 1,76 triệu tấn xi măng/năm, gồm một lò nung clinker công suất thiết kế 4.000 tấn/ngày.

### Cảng biển
Cảng Hòn Chông là một trong những cảng biển được xây dựng sớm nhất tại Kiên Giang. Tuy nhiên từ khi xây dựng, cảng này không phát huy được hiệu quả và tàu bè cập cảng rất ít. Năm 2011, tỉnh Kiên Giang đã phê duyệt dự án xây dựng cảng Hòn Chông với tổng mức đầu tư 1.110 tỷ đồng, nhà đầu tư là Công ty cổ phần đầu tư Phú Hưng (Hà Nội). Tuy nhiên đến năm 2013, cảng Hòn Chông là một trong những dự án chậm tiến độ bị xem xét xử lý, thu hồi. Theo nguồn tin từ Tổng công ty Tân Cảng Sài Gòn vào năm 2018 thì lúc này Công ty Cổ phần Tân Cảng Kiên Giang (một công ty con của Tổng công ty Tân Cảng Sài Gòn) đã trở thành nhà đầu tư của dự án cảng Hòn Chông.